# Schmidt Hammer Lassen
Schmidt Hammer Lassen (SHL) er et internationalt danskejet arkitektfirma med kontorer i København, Aarhus og Shanghai. Virksomheden blev etableret i 1986 som Schmidt, Hammer & Lassen af arkitekterne Morten Schmidt, Bjarne Hammer og John F. Lassen. I 2018 blev tegnestuen en del af Perkins&Will, og virksomheden ledes i dag af CEO Sanne Wall-Gremstrup. Foruden hende består partnergruppen af Kristian Lars Ahlmark, Elif Tinaztepe, Mads Kaltoft, Kasper Heiberg Frandsen og René Nedergaard.   
Tegnestuen regnes blandt de førende i Skandinavien[kilde mangler]. Schmidt Hammer Lassens portefølje omfatter bl.a. kulturinstitutioner, kontorer, boliger og byudviklingsprojekter i ind- og udland. 

## Udvalgte projekter
- Dokk1, Aarhus
- Fisketorvet, København
- Framehouse, Dragør
- Den Sorte Diamant - Det Kongelige Bibliotek, København
- ARoS Aarhus Kunstmuseum, Aarhus
- Rocket & Tigerli, Winterthur
- Spinderihallerne, Vejle
- Malmö Live, Malmö
- Den Internationale Straffedomstol, Haag
- Gellerup Sports- & Kulturcampus, Gellerup
- Vendsyssel Teater, Hjørring
- DGI Byen i København
- Vctura Campus F, Stockholm
- Katuaq – Grønlands Kulturhus i Nuuk
- Dahlerups Tårn i København
- Victory Silos, Toronto
- State Library Victoria, Victoria
- ARoS - The Next Level, Aarhus
- VIA, Oslo
- UBC Gateway, Vancourver
- Boston Commonwealth Pier, Boston
- Nykredit, Kalvebod Brygge i København
- Krystallen, København
- Molobyen, Bodø
- International Business College i Kolding
- Kulturøen, Middelfart
- Aalborg Lufthavn
- Kulturøen i Middelfart
- Halmstad bibliotek i Halmstad, Sverige
- Växjö Bibliotek i Växjö, Sverige
- Fregatten Jylland i Ebeltoft
- Amazon Court i Prag, Tjekkiet
- NRGi Hovedkvarter i Aarhus
- Thor Heyerdahl Videregående Skole i Larvik, Norge
- Aalborg Universitetshospital i Aalborg